# Quatrième législature du Parlement européen
législature du Parlement européen de 1994 à 1999
19 juillet 1994 - 19 juillet 1999
(5 ans)
3e législature 5e législature
La quatrième législature du Parlement européen a été élue lors des élections de 1994 et a duré jusqu'aux élections de 1999.

## Événements majeurs
- 9-12 juin 1994
  - Élections européennes de 1994.

- 19 juillet 1994
  - Première réunion (session constitutive) de la cinquième législature du parlement.
  - Klaus Hänsch est élu Président du Parlement européen[1].
- 23 janvier 1995
  - La commission Santer entre en fonction

- 14 janvier 1997
  - José María Gil-Robles y Gil-Delgado est élu Président du Parlement européen[2].
- 15 mars 1999
  - Le Parlement européen menaçant de la censurer à la suite des allégations de mauvaise gestion visant certains de ses membres dont Édith Cresson[3], la Commission Santer démissionne[4] sans qu'une motion de censure soit adoptée.
- 16 mars 1999
  - Le Conseil européen acte que Manuel Marín occupe par intérim le poste de président de la Commission européenne. La Commission Marín constitue alors une réplique exacte de la Commission Santer

## Président du Parlement européen

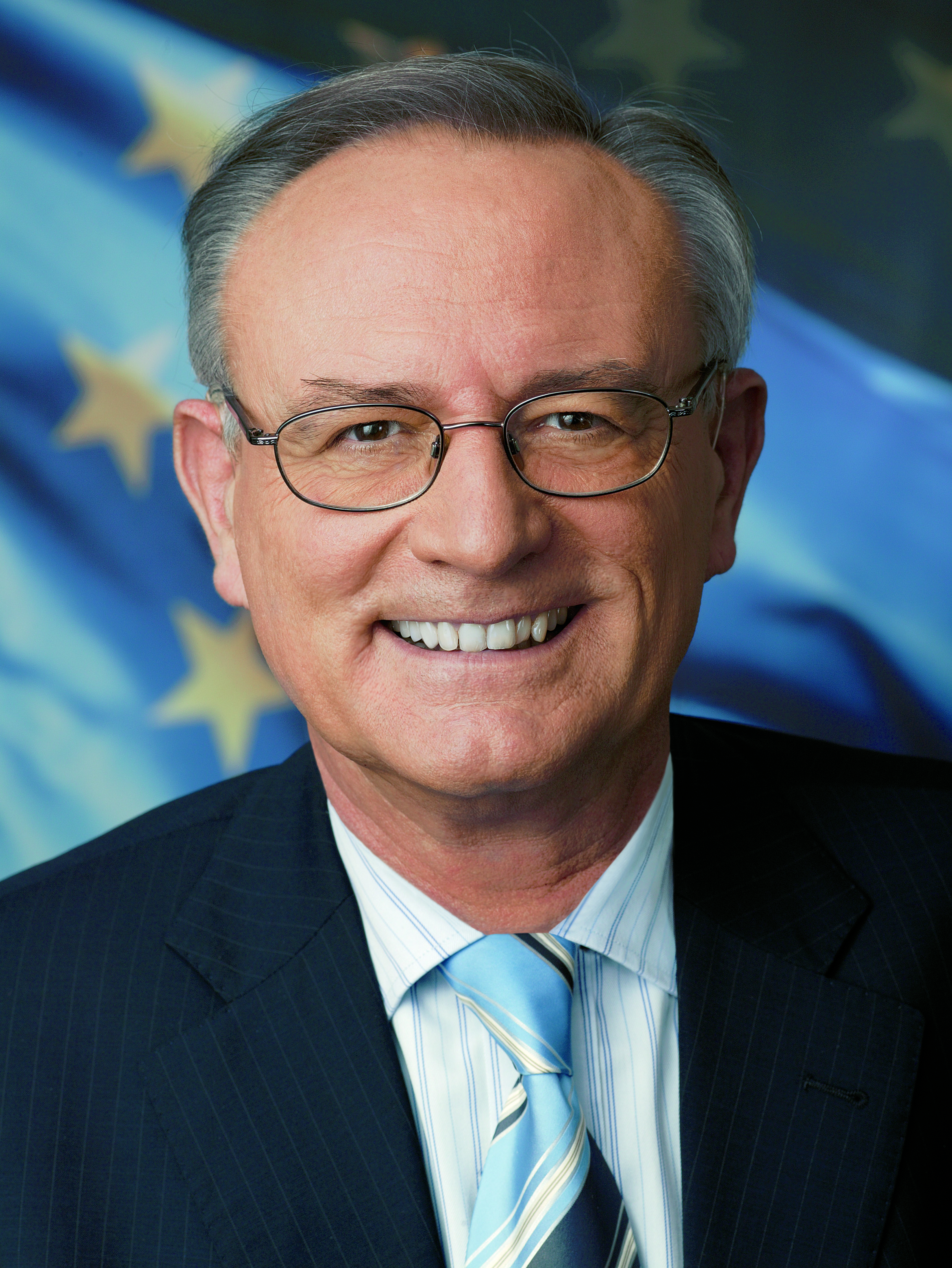
Klaus Hänsch, président du Parlement européen, du 19 juillet 1994 au 13 janvier 1997.
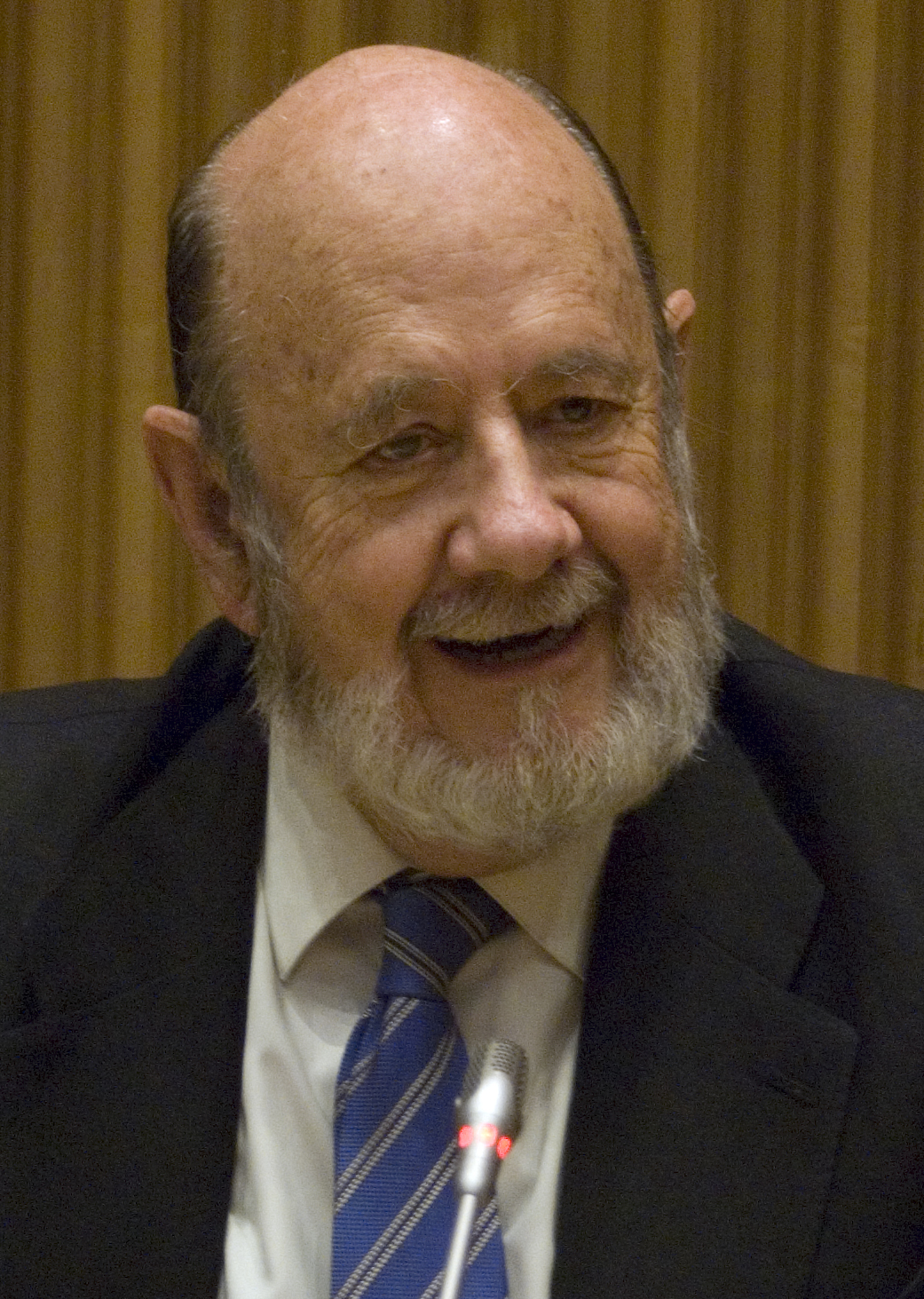
José María Gil-Robles y Gil-Delgado, président du Parlement européen, du 14 janvier 1997 au 19 juillet 1999.

## Président de la Commission européenne

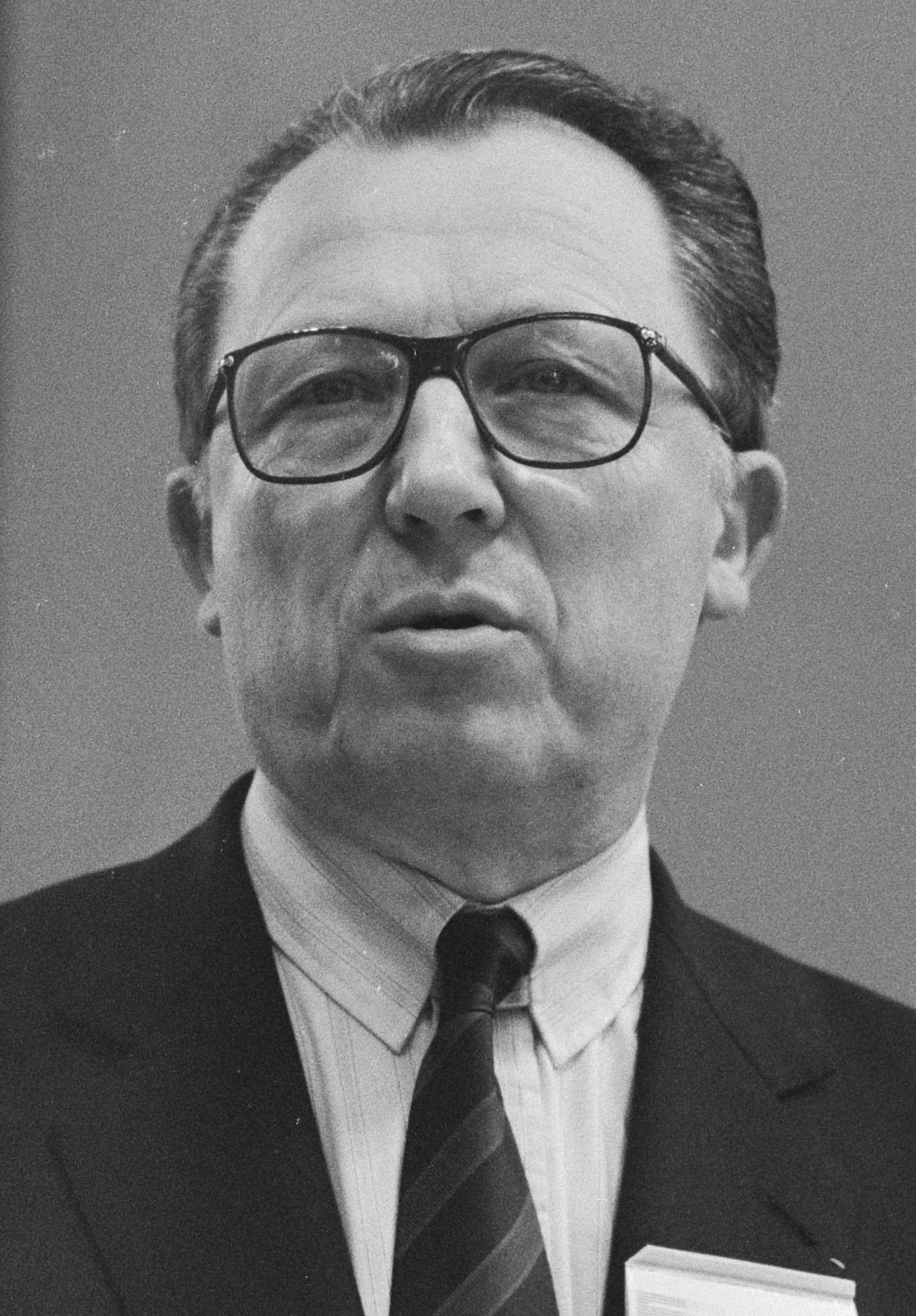
Jacques Delors, président de la Commission européenne, du 6 janvier 1985 au 22 janvier 1995.
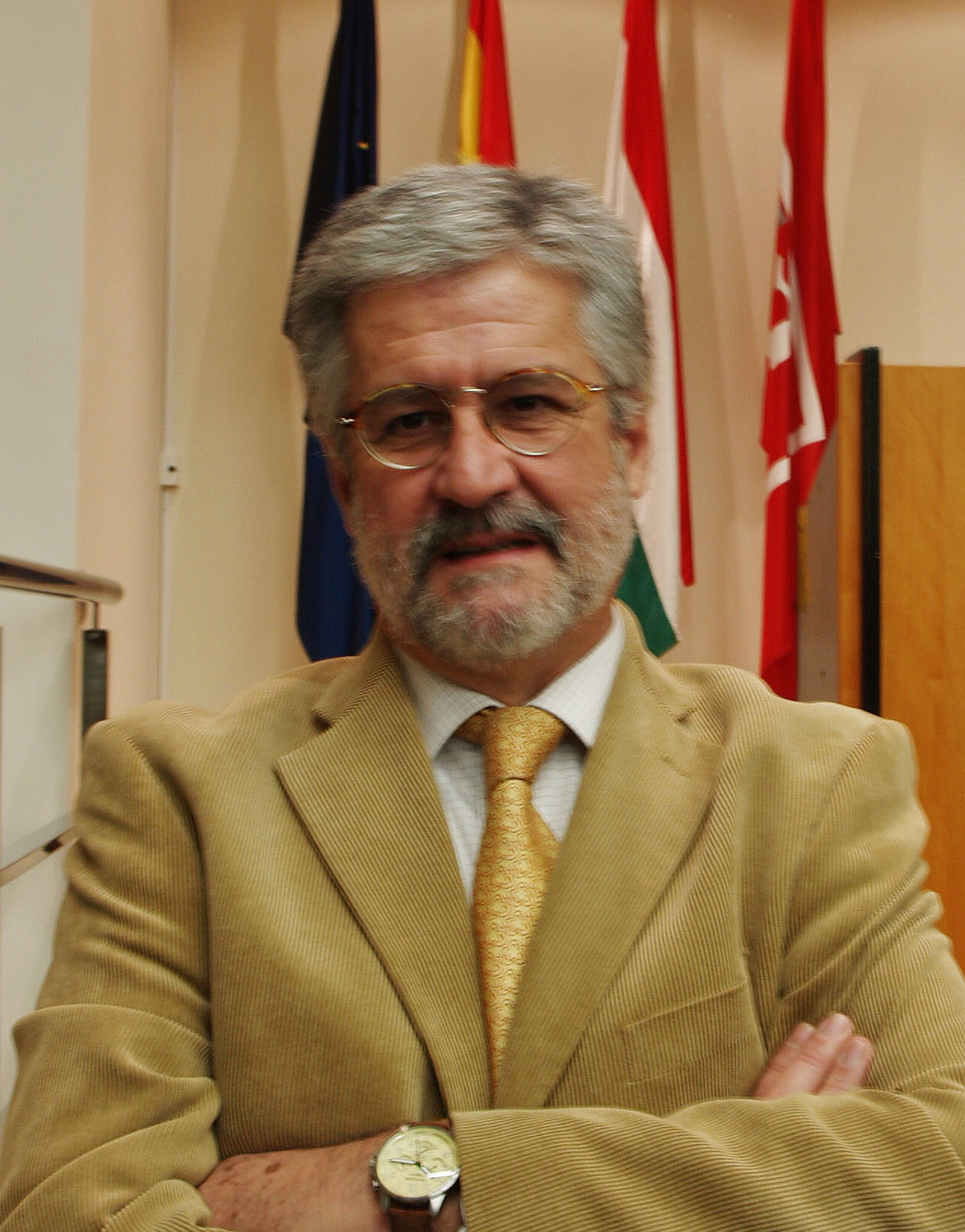
Manuel Marín, président de la Commission européenne par intérim, du 16 mars 1999 au 15 septembre 1999.